# Lijst van Nederlandse deelnemers aan de Olympische Zomerspelen van 1992
Dit is een lijst van Nederlandse deelnemers aan de Olympische Zomerspelen van 1992 in Barcelona.
| Olympiër                            | Sport            | Onderdeel                                                                                   | Ervaring  |
| ----------------------------------- | ---------------- | ------------------------------------------------------------------------------------------- | --------- |
| Rutger Arisz                        | roeien           | dubbelvier                                                                                  | debutant  |
| Tineke Bartels-de Vries             | paardensport     | dressuur individueel dressuur team                                                          | 3e Spelen |
| Elvira Becks                        | turnen           | meerkamp individueel                                                                        | debutant  |
| Frouke van Beek                     | synchroonzwemmen | individueel                                                                                 | debutant  |
| Harold van Beek                     | atletiek         | 50 kilometer snelwandelen                                                                   | debutant  |
| Jack van Bekhoven                   | schieten         | luchtgeweer                                                                                 | 2e Spelen |
| Marc van Belkum                     | waterpolo        | herenteam                                                                                   | debutant  |
| Edwin Benne                         | volleybal        | herenteam                                                                                   | 2e Spelen |
| Carina Benninga                     | hockey           | damesteam                                                                                   | 3e Spelen |
| Stephan van den Berg                | zeilen           | Lechner A-390 klasse plankzeilen                                                            | 2e Spelen |
| Han Bergsma                         | zeilen           | Soling klasse                                                                               | debutant  |
| Peter Blangé                        | volleybal        | herenteam                                                                                   | 2e Spelen |
| Carina Bleeker                      | hockey           | damesteam                                                                                   | debutant  |
| Cintha Boersma                      | volleybal        | damesteam                                                                                   | debutant  |
| Léon van Bon                        | wielrennen       | puntenkoers                                                                                 | debutant  |
| Ellen Bontje                        | paardensport     | dressuur individueel dressuur team                                                          | 2e Spelen |
| Marjolijn Both                      | synchroonzwemmen | individueel duet                                                                            | debutant  |
| Ron Boudrie                         | volleybal        | herenteam                                                                                   | 2e Spelen |
| Floris Jan Bovelander               | hockey           | herenteam                                                                                   | 2e Spelen |
| John den Braber                     | wielrennen       | 100 km ploegentijdrit                                                                       | debutant  |
| Karin Brienesse                     | zwemmen          | 100 m vrije slag 100 m vlinderslag 4x100 m vrije slag estafette                             | 2e Spelen |
| Bert Brinkman                       | waterpolo        | herenteam                                                                                   | debutant  |
| Erna Brinkman                       | volleybal        | damesteam                                                                                   | debutant  |
| Jacques Brinkman                    | hockey           | herenteam                                                                                   | 2e Spelen |
| Gerben Broeren                      | wielrennen       | 4000 m ploegenachtervolging                                                                 | debutant  |
| Inge de Bruijn                      | zwemmen          | 50 m vrije slag 100 m vlinderslag 4x100 m vrije slag estafette 4x100 m wisselslag estafette | debutant  |
| Kira Bulten                         | zwemmen          | 100 m schoolslag 200 m schoolslag 4x100 m wisselslag estafette                              | debutant  |
| Arie van de Bunt                    | waterpolo        | herenteam                                                                                   | debutant  |
| Peter Burggraaff                    | zeilen           | soling klasse                                                                               | debutant  |
| Berny Camps                         | boogschieten     | individueel team                                                                            | debutant  |
| Erik Cent                           | wielrennen       | 4000 m ploegenachtervolging                                                                 | 2e Spelen |
| Eline Coene                         | badminton        | enkelspel dubbelspel                                                                        | debutant  |
| Kai Compagner                       | roeien           | twee-zonder                                                                                 | debutant  |
| Rob Compas                          | wielrennen       | wegwedstrijd                                                                                | debutant  |
| Heleen Crielaard                    | volleybal        | damesteam                                                                                   | debutant  |
| Erik Dekker                         | wielrennen       | wegwedstrijd                                                                                | debutant  |
| Orhan Delibaş                       | boksen           | zwaarweltergewicht tot 71 kg                                                                | debutant  |
| Marc Delissen                       | hockey           | herenteam                                                                                   | 2e Spelen |
| Miguel Dias                         | boksen           | bantamgewicht (tot 58 kg)                                                                   | debutant  |
| Cees Jan Diepeveen                  | hockey           | herenteam                                                                                   | 3e Spelen |
| Sjan van Dijck                      | boogschieten     | individueel team                                                                            | debutant  |
| Tonnie Dirks                        | atletiek         | marathon                                                                                    | debutant  |
| Hennie Dompeling                    | schieten         | kleiduiven skeet                                                                            | 2e Spelen |
| Pieter van Ede                      | hockey           | herenteam                                                                                   | debutant  |
| Irene Eijs                          | roeien           | skiff                                                                                       | debutant  |
| Ellen Elzerman                      | zwemmen          | 100 m rugslag 200 m rugslag 4x100 m wisselslag estafette                                    | debutant  |
| Harriet van Ettekoven               | roeien           | dubbelvier                                                                                  | 3e Spelen |
| Nelli Fiere-Cooman                  | atletiek         | 100 m                                                                                       | 2e Spelen |
| Ronald Florijn                      | roeien           | dubbelvier                                                                                  | 2e Spelen |
| Annemieke Fokke                     | hockey           | damesteam                                                                                   | 2e Spelen |
| Jenny Gal                           | judo             | half middengewicht (tot 61 kg)                                                              | debutant  |
| Jessica Gal                         | judo             | half lichtgewicht (tot 52 kg)                                                               | debutant  |
| Kirsten Gleis                       | volleybal        | damesteam                                                                                   | debutant  |
| Maarten van Grimbergen              | hockey           | herenteam                                                                                   | 2e Spelen |
| Petra Grimbergen                    | wielrennen       | wegwedstrijd                                                                                | debutant  |
| Richard Groenendaal                 | wielrennen       | wegwedstrijd                                                                                | debutant  |
| Marie-José de Groot                 | roeien           | dubbeltwee                                                                                  | debutant  |
| Anky van Grunsven                   | paardensport     | dressuur individueel dressuur team                                                          | 2e Spelen |
| Frans Göbel                         | roeien           | skiff                                                                                       | 2e Spelen |
| Paul Haarhuis                       | tennis           | enkelspel dubbelspel                                                                        | debutant  |
| Paul Haldan                         | tafeltennis      | enkelspel                                                                                   | debutant  |
| Aafke Hament                        | volleybal        | damesteam                                                                                   | debutant  |
| Dirk Jan van Hameren                | wielrennen       | 1000 m sprint 1000 m tijdrit                                                                | debutant  |
| Chantal Han                         | judo             | middengewicht (tot 66 kg)                                                                   | debutant  |
| Ingrid Haringa                      | wielrennen       | sprint individueel                                                                          | 2e Spelen |
| Robert Havekotte                    | waterpolo        | herenteam                                                                                   | debutant  |
| Roy Heiner                          | zeilen           | soling klasse                                                                               | 2e Spelen |
| Henk-Jan Held                       | volleybal        | herenteam                                                                                   | debutant  |
| Robin van Helden                    | atletiek         | 800 m 1500 m                                                                                | 2e Spelen |
| Erica van den Heuvel-van Dijck      | badminton        | enkelspel dubbelspel                                                                        | debutant  |
| Noor Holsboer                       | hockey           | damesteam                                                                                   | 2e Spelen |
| Taco van den Honert                 | hockey           | herenteam                                                                                   | 2e Spelen |
| Mirjam Hooman-Kloppenburg           | tafeltennis      | enkelspel dubbelspel                                                                        | 2e Spelen |
| Martin van der Horst                | volleybal        | herenteam                                                                                   | debutant  |
| Petra Huybrechtse                   | atletiek         | 4x100 m estafette                                                                           | debutant  |
| Koos Issard                         | waterpolo        | herenteam                                                                                   | debutant  |
| Sjors van Iwaarden                  | roeien           | twee-zonder                                                                                 | debutant  |
| John Jansen                         | waterpolo        | herenteam                                                                                   | debutant  |
| Martine Janssen                     | zwemmen          | 100 m schoolslag 200 m schoolslag                                                           | debutant  |
| Marjolein de Jong                   | volleybal        | damesteam                                                                                   | debutant  |
| Rita de Jong                        | roeien           | dubbeltwee                                                                                  | debutant  |
| Daphne Jongejans                    | schoonspringen   | 3-m plank                                                                                   | 3e Spelen |
| Edwin Jongejans                     | schoonspringen   | 3-m plank                                                                                   | 2e Spelen |
| Stella Jongmans                     | atletiek         | 800 m                                                                                       | debutant  |
| Raymond Joval                       | boksen           | middengewicht (tot 75 kg)                                                                   | debutant  |
| Hans Kelderman                      | roeien           | dubbelvier                                                                                  | 2e Spelen |
| Pelle Kil                           | wielrennen       | 100 km ploegentijdrit                                                                       | debutant  |
| Leo Klein Gebbink                   | hockey           | herenteam                                                                                   | debutant  |
| Marko Klok                          | volleybal        | herenteam                                                                                   | debutant  |
| Astrid van der Knaap                | badminton        | enkelspel                                                                                   | debutant  |
| Servais Knaven                      | wielrennen       | individuele achtervolging 4000 m ploegenachtervolging                                       | debutant  |
| Monique Knol                        | wielrennen       | wegwedstrijd                                                                                | 2e Spelen |
| Danielle Koenen                     | hockey           | damesteam                                                                                   | debutant  |
| Vera Koenen                         | volleybal        | damesteam                                                                                   | debutant  |
| Marko Koers                         | atletiek         | 800 m                                                                                       | debutant  |
| Mark Koevermans                     | tennis           | enkelspel dubbelspel                                                                        | debutant  |
| Karen van der Kooij                 | atletiek         | 4x100 m estafette                                                                           | debutant  |
| Hendrik Jan Kooijman                | hockey           | herenteam                                                                                   | 2e Spelen |
| Irene de Kok                        | judo             | half zwaargewicht (tot 72 kg)                                                               | debutant  |
| Jaap ten Kortenaar                  | wielrennen       | 100 km ploegentijdrit                                                                       | debutant  |
| Ben Kouwenhoven                     | zeilen           | 470 klasse                                                                                  | debutant  |
| Jan Kouwenhoven                     | zeilen           | 470 klasse                                                                                  | debutant  |
| Jaap Krijtenburg                    | roeien           | vier-zonder                                                                                 | debutant  |
| Harrie Kwinten                      | hockey           | herenteam                                                                                   | debutant  |
| Karin de Lange                      | atletiek         | 200m 4x100 m estafette                                                                      | debutant  |
| Ellen van Langen                    | atletiek         | 800 m                                                                                       | debutant  |
| Jos Lansink                         | paardensport     | springconcours individueel springconcours team                                              | 2e Spelen |
| Gijs van der Leden                  | waterpolo        | herenteam                                                                                   | debutant  |
| Monique van der Lee                 | judo             | zwaargewicht (boven 72 kg)                                                                  | debutant  |
| Martine van Leeuwen                 | zeilen           | europe klasse                                                                               | debutant  |
| Frank Leistra                       | hockey           | herenteam                                                                                   | 2e Spelen |
| Helen Lejeune-van der Ben           | hockey           | damesteam                                                                                   | 2e Spelen |
| Jeannette Lewin                     | hockey           | damesteam                                                                                   | debutant  |
| Martin Lips                         | paardensport     | eventing individueel eventing team                                                          | debutant  |
| Bart Looije                         | hockey           | herenteam                                                                                   | debutant  |
| Koos Maasdijk                       | roeien           | dubbelvier                                                                                  | debutant  |
| Irena Machovcak                     | volleybal        | damesteam                                                                                   | debutant  |
| Paul Manuel                         | zeilen           | tornado klasse                                                                              | debutant  |
| Gooitske Marsman                    | judo             | lichtgewicht (tot 56 kg)                                                                    | debutant  |
| Harry van der Meer                  | waterpolo        | herenteam                                                                                   | debutant  |
| Theo Meijer                         | judo             | half zwaargewicht (tot 95 kg)                                                               | 2e Spelen |
| Anita Meiland                       | roeien           | dubbelvier                                                                                  | debutant  |
| Olof van der Meulen                 | volleybal        | herenteam                                                                                   | debutant  |
| Linda Moons                         | volleybal        | damesteam                                                                                   | debutant  |
| Marianne Muis                       | zwemmen          | 50 m vrije slag 4x100 m vrije slag estafette 4x100 m wisselslag estafette                   | 2e Spelen |
| Mildred Muis                        | zwemmen          | 100 m vrije slag 200 m wisselslag 4x100 m vrije slag estafette                              | 2e Spelen |
| Nicole Muns-Jagerman                | tennis           | enkelspel dubbelspel                                                                        | debutant  |
| Mark Neeleman                       | zeilen           | star klasse                                                                                 | 3e Spelen |
| Hans Nieuwenburg                    | waterpolo        | herenteam                                                                                   | debutant  |
| Caroline van Nieuwenhuyze-Leenders  | hockey           | damesteam                                                                                   | debutant  |
| Jan-Dirk Nijkamp                    | kanovaren        | K-2 500 m K-2 1000 m                                                                        | debutant  |
| Jerry Nijman                        | boksen           | super zwaargewicht (boven 91 kg)                                                            | debutant  |
| Martine Ohr                         | hockey           | damesteam                                                                                   | 3e Spelen |
| Wouter van Pelt                     | hockey           | herenteam                                                                                   | debutant  |
| Marjan Pentenga                     | roeien           | dubbelvier                                                                                  | 2e Spelen |
| Bart Peters                         | roeien           | vier-zonder                                                                                 | debutant  |
| Remco Pielstroom                    | waterpolo        | herenteam                                                                                   | 2e Spelen |
| Diana van der Plaats                | zwemmen          | 200 m vrije slag 4x100 m vrije slag estafette                                               | 2e Spelen |
| Jacqueline Poelman                  | atletiek         | 4x100 m estafette                                                                           | debutant  |
| Bastiaan Poortenaar                 | hockey           | herenteam                                                                                   | debutant  |
| Jan Posthuma                        | volleybal        | herenteam                                                                                   | 2e Spelen |
| Gerhard Potma                       | zeilen           | flying dutchman klasse                                                                      | debutant  |
| Willem Potma                        | zeilen           | flying dutchman klasse                                                                      | debutant  |
| Dennis Raven                        | judo             | zwaargewicht (boven 95 kg)                                                                  | debutant  |
| Piet Raijmakers                     | paardensport     | springconcours individueel springconcours team                                              | debutant  |
| Michael Reys                        | kanovaren        | slalom K-1 wildwater                                                                        | debutant  |
| Nico Rienks                         | roeien           | dubbeltwee                                                                                  | 3e Spelen |
| Anchela Rohof                       | paardensport     | eventing individueel eventing team                                                          | debutant  |
| Bert Romp                           | paardensport     | springconcours individueel springconcours team                                              | debutant  |
| Jacqueline van Rozendaal-van Gerven | boogschieten     | individueel team                                                                            | 2e Spelen |
| Wietske de Ruiter                   | hockey           | damesteam                                                                                   | debutant  |
| Annemarie Sanders-Keijzer           | paardensport     | dressuur individueel dressuur team                                                          | 3e Spelen |
| John Scherrenburg                   | waterpolo        | herenteam                                                                                   | debutant  |
| Jos Schrier                         | zeilen           | star klasse                                                                                 | debutant  |
| Brenda Schultz-McCarthy             | tennis           | enkelspel dubbelspel                                                                        | debutant  |
| Sven Schwarz                        | roeien           | vier-zonder                                                                                 | 2e Spelen |
| Avital Selinger                     | volleybal        | herenteam                                                                                   | 2e Spelen |
| Jan Siemerink                       | tennis           | enkelspel                                                                                   | debutant  |
| Frits Sins                          | kanovaren        | slalom K-1 wildwater                                                                        | debutant  |
| Ben Spijkers                        | judo             | middengewicht (tot 86 kg)                                                                   | 3e Spelen |
| Niels van der Steen                 | wielrennen       | 4000 m ploegenachtervolging                                                                 | debutant  |
| Florentine Steenberghe              | hockey           | damesteam                                                                                   | debutant  |
| Eddy Stibbe                         | paardensport     | eventing individueel eventing team                                                          | 2e Spelen |
| Eric Swinkels                       | schieten         | kleiduiven skeet                                                                            | 5e Spelen |
| Jolande Swinkels                    | schieten         | luchtgeweer                                                                                 | debutant  |
| Martin Teffer                       | volleybal        | herenteam                                                                                   | 2e Spelen |
| Ron van Teylingen                   | zeilen           | tornado klasse                                                                              | debutant  |
| Carole Thate                        | hockey           | damesteam                                                                                   | debutant  |
| Christine Toonstra                  | atletiek         | 10.000 m                                                                                    | debutant  |
| Jan Tops                            | paardensport     | springconcours individueel springconcours team                                              | 2e Spelen |
| Jacqueline Toxopeus                 | hockey           | damesteam                                                                                   | debutant  |
| Fieps van Tuijl van Serooskerken    | paardensport     | eventing individueel eventing team                                                          | debutant  |
| Arnold Vanderlyde                   | boksen           | zwaargewicht (tot 91 kg)                                                                    | 3e Spelen |
| Stephan Veen                        | hockey           | herenteam                                                                                   | debutant  |
| Laurien Vermulst                    | roeien           | dubbelvier                                                                                  | debutant  |
| Marcel Versteeg                     | atletiek         | 5000 m                                                                                      | debutant  |
| Christel Verstegen                  | boogschieten     | individueel team                                                                            | debutant  |
| Erwin Verstegen                     | boogschieten     | individueel team                                                                            | debutant  |
| Cécile Vinke                        | hockey           | damesteam                                                                                   | debutant  |
| Bert van Vlaanderen                 | atletiek         | marathon                                                                                    | debutant  |
| Henk Vogels                         | boogschieten     | individueel team                                                                            | debutant  |
| Bart Voskamp                        | wielrennen       | 100 km ploegentijdrit                                                                       | debutant  |
| Dorien de Vries                     | zeilen           | Lechner A-390 klasse plankzeilen                                                            | debutant  |
| Jalo de Vries                       | waterpolo        | herenteam                                                                                   | debutant  |
| Bettine Vriesekoop                  | tafeltennis      | enkelspel dubbelspel                                                                        | 2e Spelen |
| Jan Wagenaar                        | waterpolo        | herenteam                                                                                   | debutant  |
| Henriëtte Weersing                  | volleybal        | damesteam                                                                                   | debutant  |
| Marc Weijzen                        | kanovaren        | K-2 500 m K-2 1000 m                                                                        | debutant  |
| Gijs Weterings                      | hockey           | herenteam                                                                                   | debutant  |
| Sandra Wiegers                      | volleybal        | damesteam                                                                                   | debutant  |
| Robert de Wit                       | atletiek         | tienkamp                                                                                    | 2e Spelen |
| Ingrid Wolff                        | hockey           | damesteam                                                                                   | 2e Spelen |
| Marcel Wouda                        | zwemmen          | 400 m vrije slag 200 m wisselslag 400 m wisselslag                                          | debutant  |
| Mieketine Wouters                   | hockey           | damesteam                                                                                   | debutant  |
| Anthonie Wurth                      | judo             | half middengewicht (tot 78 kg)                                                              | debutant  |
| Leontien Zijlaard-van Moorsel       | wielrennen       | individuele achtervolging wegwedstrijd                                                      | debutant  |
| Ronald Zoodsma                      | volleybal        | herenteam                                                                                   | 2e Spelen |
| Niels van der Zwan                  | roeien           | vier-zonder                                                                                 | debutant  |
| Tamara Zwart                        | synchroonzwemmen | individueel duet                                                                            | debutant  |
| Ron Zwerver                         | volleybal        | herenteam                                                                                   | 2e Spelen |
| Henk-Jan Zwolle                     | roeien           | dubbeltwee                                                                                  | 2e Spelen |